# Theodor Dierk Petzold
Theodor Dierk Petzold (* 1948) ist ein deutscher Arzt und Buchautor. Er ist Lehrbeauftragter für Allgemeinmedizin an der Medizinischen Hochschule Hannover, Dozent an der Carl-Remigius-Medical-School in Idstein, Gründer und Leiter des Zentrums für Salutogenese in Bad Gandersheim. und hat den  Dachverband Salutogenese mitgegründet, dessen Sprecher er bis 2019 war. Er entwickelte die Salutogene Kommunikation, eine auf attraktive Gesundheitsziele und hilfreiche Ressourcen ausgerichtete Gesprächsführung. Diese basiert auf einer von ihm weiterentwickelten systemischen Psychologie. 2024 promovierte er zum Thema "Eine Gesundheitsmotivation als Grundlage für die Arzt-Patient-Kooperation?" an der Medizinischen Hochschule Hannover zum Dr. med.
Petzold ist Facharzt für Allgemeinmedizin und Naturheilverfahren, war von 2006 bis 2019 Mitherausgeber der Zeitschrift "Der Mensch" und veröffentlichte mehrere philosophisch wissenschaftliche Bücher, auch zur Weiterentwicklung des Salutogenesekonzeptes und zu systemischen und dynamischen Aspekten einer Meta-Theorie der Medizin. Er beschreibt seine Arbeit als „geprägt von einem evolutionär systemischen Menschenbild“, das sehr praktische Auswirkungen hat. Er sieht die evolutionär fortschreitende Bildung von komplexen Lebewesen als Ergebnis synergistischer wie kooperativer Vorgänge – letztlich von Information und Energie / Geist und Materie. Analog dazu versteht er die gesunde Entwicklung des Menschen (Salutogenese) als kokreativen Prozess. Als theoretische Grundlage hat er eine allgemeine Resonanztheorie und eine systemische Psychologie konkretisiert und präzisiert. Außer in seinen Büchern sind hierzu auch in Fachzeitschriften viele Aspekte ausgeführt.
Er arbeitet mit im Gemeinschafts-Netzwerk in Heckenbeck, das die Stärkung und Entwicklung von Gemeinschaft und Gemeinschaftsgefühl als Gegengewicht zu Vereinsamung und Isolierung als Extreme eines Prozesses der Individualisierung in den Mittelpunkt stellen möchte.

## Salutogene Kommunikation
Petzold entwickelte die Salutogene Kommunikation, eine auf attraktive Gesundheitsziele und hilfreiche Ressourcen ausgerichtete Gesprächsführung. Durch salutogene Kommunikation können die Selbstheilungsfähigkeit/Selbstheilungskräfte angeregt und die gesundheitliche Eigenkompetenz gestärkt werden. Diese Gesprächsführung basiert auf einer systemischen Psychologie und langjährigen therapeutischen und Gruppenerfahrungen, unter anderem mit dem Autonomietraining von Grossarth-Maticek.
Für diese Selbstregulation relevant sind, so Petzold, drei motivationale Einstellungen unseres Organismus: 1. das mit dem inneren Belohnungssystem in Verbindung stehende „Annäherungssystem“, bei dem eine Annäherung an ein gewünschtes Ziel mit einem Lustgefühl (mit Dopaminausschüttung) belohnt wird; 2. das mit dem Angstzentrum verbundene „Abwendungs-/Vermeidungssystem“, das durch Angst reguliert wird und bei Gefahr das sympathische Nervensystem aktiviert; und 3. das übergeordnete "Kohärenzsystem" (im Englischen mit "liking" bezeichnet), das die beiden anderen mit ihren Affekthandlungen regulieren kann. Im "Kohärenzmodus" kann Gelassenheit entfaltet werden. (Siehe auch: Annäherungs- und Vermeidungssystem und "wanting" und "liking" bei Klaus Grawe 2004 und Andrew J. Elliot.)
Angelehnt an Konzepte der Systemtheorie spricht Petzold von einem Heilungsprozess als einem nichtlinearen, teils chaotisch erscheinenden und kokreativen Prozess, bei dem Attraktoren (die er inzwischen Attraktiva nennt, um sie dem Anspruch der Berechenbarkeit zu entziehen) gewissermaßen virtuelle Zielinformationen darstellen. Petzold zufolge steuert der Organismus im Verlauf eines Heilungsprozesses auf Attraktiva/Attraktoren hin, wobei Stimmigkeit/Kohärenz übergeordnete Attraktiva für eine gesunde Selbstregulation sind. Dabei kann diese „Stimmigkeit“ als Kohärenzgefühl (nach Aaron Antonovsky) und die Selbstregulation als Konsistenzregulation (im Sinne von Klaus Grawe) aufgefasst werden. Diese komplexe, mehrdimensionale „Stimmigkeitsregulation“ steht im Fokus der salutogenen Kommunikation.

## Werke
- Theodor Dierk Petzold & Anja Henke: Motivation. Grundlegendes für ein gelingendes Leben. Bad Gandersheim: Verlag Gesunde Entwicklung; 2023.
- Theodor Dierk Petzold: Schöpferisch kommunizieren – Aufbruch in eine neue Dimension des Denkens. Bad Gandersheim: Verlag Gesunde Entwicklung; 7/2021.
- Theodor Dierk Petzold: Drei entscheidende Fragen – Salutogene Kommunikation zur gesunden Entwicklung. Bad Gandersheim: Verlag Gesunde Entwicklung; 3/2021.
- Theodor Dierk Petzold: Gesundheit ist ansteckend – Praxisbuch Salutogenese. München: Irisiana; 2. überarbeitete Auflage 2020.
- Theodor Dierk Petzold (Hrsg.): Vertrauensbuch – zur Salutogenese. Bad Gandersheim: Verlag Gesunde Entwicklung; 2012.
- Theodor Dierk Petzold, Nadja Lehmann (Hrsg.): Kommunikation mit Zukunft. Salutogenese und Resonanz, Verlag Gesunde Entwicklung, April 2011, ISBN 978-3-9813922-2-7
- Theodor Dierk Petzold: Praxisbuch Salutogenese, Südwest Verlag, München, September 2010, ISBN 978-3-517-08637-8
- Theodor Dierk Petzold (Hrsg.): Lust und Leistung… und Salutogenese, Verlag Gesunde Entwicklung, Mai 2010, ISBN 978-3-9812012-8-4
- Theodor Dierk Petzold (Hrsg.): Herz mit Ohren: Salutogenese und Sinn, Verlag Gesunde Entwicklung, Mai 2009, ISBN 978-3-9812012-2-2
- Theodor Dierk Petzold, Christina Krause, Nadja Lehmann, Felix Lorenz (Hrsg.): verbunden gesunden: Zugehörigkeitsgefühl und Salutogenese, Verlag Gesunde Entwicklung, 2. Auflage November 2007, ISBN 978-3-9812012-0-8
- Theodor Dierk Petzold: Philosophie des Anerkennens, Verlag Gesunde Entwicklung, 2000, ISBN 978-3-9812012-6-0, Zusammenfassung
- Theodor Dierk Petzold: Gesundheit ist ansteckend!: Heilphasen und innere Bilder. Aus dem vierteiligen Zyklus: Heilen – Evolution im Kleinen, Heckenbeck: Verlag Gesunde Entwicklung (Norderstedt), 2000
- Theodor Dierk Petzold: Resonanzebenen: Die Evolution der Selbstorganisation, Verlag Gesunde Entwicklung, 2000, ISBN 978-3-9812012-4-6
- Theodor Dierk Petzold: Das Maßgebliche: Information – Synthese – Subjekt, Verlag Gesunde Entwicklung, 2000, ISBN 978-3-9812012-5-3